# Plain City (Utah)
Plain City é uma cidade localizada no estado norte-americano de Utah, no Condado de Weber.

## Demografia
Segundo o censo norte-americano de 2000, a sua população era de 3489 habitantes.
Em 2006, foi estimada uma população de 4352, um aumento de 863 (24.7%).

## Geografia
De acordo com o United States Census Bureau tem uma área de
9,7 km², dos quais 9,7 km² cobertos por terra e 0,0 km² cobertos por água. Plain City localiza-se a aproximadamente 1367 m acima do nível do mar.

## Localidades na vizinhança
O diagrama seguinte representa as localidades num raio de 8 km ao redor de Plain City.